# Nederlandse Middenstands Partij

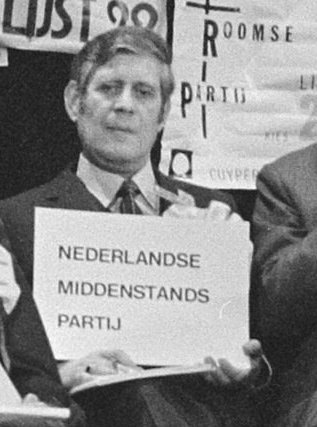
NMP-lijsttrekker A.W. te Pas (1971)

De Nederlandse Middenstands Partij (NMP) was een Nederlandse politieke partij die opkwam voor de belangen van ondernemers. In het verkiezingsprogramma van 1971 stond dat ze voor "een betere, rechtvaardiger en aanvaardbare lastenverdeling voor Ondernemers, Zelfstandigen en Middenstanders" was en was vooral tegen "staatsdirigisme", bureaucratie, inflatie en anarchie.
De Nederlandse Middenstands Partij werd opgericht in september 1970 door de drie ondernemers Martin Dessing, Ab te Pas en H. Kamping. De partij behaalde in bij de verkiezingen van 28 april 1971 twee zetels in de Tweede Kamer, die bezet werden door Ab te Pas en Jacques de Jong. Na onderlinge problemen scheidde De Jong zich af en vanaf september 1971 gingen beiden als eenmansfractie verder. Bij de vervroegde verkiezingen van 29 november 1972 deed de Nederlandse Middenstands Partij opnieuw mee, terwijl Jacques de Jong lijsttrekker was voor de concurrerende Democratische Middenpartij (DMP). Geen van beide lijsten behaalde toen nog een zetel. Hierna brak er ruzie uit tussen de oprichters, met enerzijds Te Pas en Kamping en anderzijds Dessing, waarbij Dessing door de rechter in het gelijk zou worden gesteld. In 1977 deed de Nederlandse Middenstands Partij opnieuw mee, maar behaalde toen slechts 89 stemmen. Hierna werd er van de partij lange tijd weinig meer vernomen.
In 1995 wekte Dessing de partij weer tot leven, omdat hij het succes van ouderenpartijen bij de Tweede Kamerverkiezingen van het jaar ervoor als een hoopgevend signaal zag. De partij deed mee aan de verkiezingen in 1998, maar toen haalde de NMP slechts 23.512 stemmen, terwijl er ongeveer 60.000 nodig waren voor een zetel. In 2002 deed NMP mee aan de verkiezingen onder de naam Nieuwe Midden Partij, met als lijsttrekker Jos Bron, een bouwkundig adviseur die Nederland Mobiel in de Noord-Hollandse Staten vertegenwoordigde. De partij zou bij deze verkiezingen 2305 stemmen halen. Sinds de verkiezingen van 2002 is niets meer van de partij vernomen.